# Babyn (Rivne)
Babyn (ucraniano: Ба́бин; polaco: Babin) es un municipio rural y pueblo de Ucrania, perteneciente al raión de Rivne de la óblast de Rivne.
En 2024, el municipio tenía una población de 2275 habitantes, de los cuales unos dos mil trescientos vivían en el propio pueblo y el resto repartidos en diez pedanías. El municipio se fundó en 2015 mediante la fusión de los hasta entonces consejos rurales de Babyn y Riásnyky, a los que se añadió posteriormente el de Horbakiv. Además de estos tres pueblos, pertenecen al municipio otros ocho: Dmýtrivka, Dorohobuzh, Ilín, Mnyshyn, Pidlisky, Podoliany, Tomájiv y Shkáriv.
Se ubica sobre la carretera E40, a medio camino entre Rivne y Hoshcha.

## Historia
Se conoce la existencia del pueblo en documentos desde los siglos XV-XVI, cuando era un señorío de su propia familia noble, vinculada a los príncipes de Ostroh. El asentamiento original fue destruido en 1577-1578 por las tropas de Mehmed II Giray, y tras su reconstrucción fue devastada varias veces en 1648-1649, durante la rebelión de Jmelnitski y los posteriores ataques tártaros. La familia noble local vendió el señorío en 1735 a Kazimyr Stetski, noble que vivía en Kiev.
En la partición de 1795 se integró en el Imperio ruso, donde pasó a pertenecer a la vólost de Buhrýn en el uyezd de Ostroh de la gobernación de Volinia. En 1815 pasó a pertenecer a la familia noble Radziwiłł. En 1921 se integró en la Segunda República Polaca, donde fue primero una pedanía de Rivne, hasta que en 1933 pasó a ser una pedanía de Buhrýn. En 1939 se integró en la RSS de Ucrania, que integró al pueblo en el raión de Hoshcha, al que perteneció hasta 2020. Antes de la fundación del actual municipio en 2015, Babyn era sede de un consejo rural que únicamente incluía como pedanía al vecino pueblo de Pidlisky.